# Michael Giacchino
Michael Giacchino (Riverside Township (New Jersey), 10 oktober 1967) is een Amerikaans componist die soundtracks heeft gemaakt voor films, televisieseries en computerspellen.

## Levensloop
Giacchino behaalde zijn diploma aan de School of Visual Arts in New York.
Met zijn soundtracks won hij verscheidene prijzen, waaronder in 2004 voor het spel Call of Duty. In 2005 won hij een Emmy Award voor zijn soundtrack van Lost. In hetzelfde jaar werd hij twee keer genomineerd voor een Grammy Award voor The Incredibles. In 2010 won hij een Oscar (Academy Award) voor de muziek die hij schreef voor de film Up.
In 2022 regisseerde Giacchino de halloween special Werewolf by Night, dat zich afspeelt binnen het Marvel Cinematic Universe, die op 7 oktober 2022 verschijnt op de streamingdienst Disney+. Hij was tevens ook componist van deze special.

## Filmografie
| Jaar | Titel                                  | Opmerkingen                        |
| ---- | -------------------------------------- | ---------------------------------- |
| 1997 | Legal Deceit                           |                                    |
| 1999 | My Brother the Pig                     |                                    |
| 2001 | The Trouble with Lou                   |                                    |
| 2003 | Sin                                    |                                    |
| 2004 | The Incredibles                        |                                    |
| 2005 | Sky High                               |                                    |
| 2005 | The Muppets' Wizard of Oz              | televisiefilm                      |
| 2005 | The Family Stone                       |                                    |
| 2006 | Looking for Comedy in the Muslim World |                                    |
| 2006 | Mission: Impossible III                |                                    |
| 2007 | Ratatouille                            | tevens ook de stem van de reporter |
| 2008 | Cloverfield                            |                                    |
| 2008 | Speed Racer                            |                                    |
| 2009 | Star Trek                              |                                    |
| 2009 | Up                                     |                                    |
| 2009 | Land of the Lost                       |                                    |
| 2010 | Let Me In                              |                                    |
| 2011 | Cars 2                                 |                                    |
| 2011 | Super 8                                | tevens ook Deputy Crawford         |
| 2011 | Monte Carlo                            |                                    |
| 2011 | 50/50                                  |                                    |
| 2011 | Mission: Impossible – Ghost Protocol   |                                    |
| 2012 | John Carter                            |                                    |
| 2013 | Star Trek Into Darkness                |                                    |
| 2014 | Dawn of the Planet of the Apes         |                                    |
| 2014 | This Is Where I Leave You              |                                    |
| 2015 | Jupiter Ascending                      |                                    |
| 2015 | Tomorrowland                           | tevens ook Small World Operator    |
| 2015 | Jurassic World                         |                                    |
| 2015 | Inside Out                             |                                    |
| 2016 | Zootopia                               |                                    |
| 2016 | Star Trek Beyond                       |                                    |
| 2016 | Doctor Strange                         |                                    |
| 2016 | Rogue One: A Star Wars Story           |                                    |
| 2017 | The Book of Henry                      |                                    |
| 2017 | Spider-Man: Homecoming                 |                                    |
| 2017 | War for the Planet of the Apes         |                                    |
| 2017 | Coco                                   |                                    |
| 2018 | Incredibles 2                          |                                    |
| 2018 | Jurassic World: Fallen Kingdom         |                                    |
| 2018 | Bad Times at the El Royale             |                                    |
| 2019 | Spider-Man: Far From Home              |                                    |
| 2019 | Jojo Rabbit                            |                                    |
| 2021 | Spider-Man: No Way Home                |                                    |
| 2022 | The Batman                             |                                    |
| 2022 | Jurassic World Dominion                |                                    |
| 2022 | Lightyear                              |                                    |
| 2022 | Thor: Love and Thunder                 |                                    |
| 2022 | Werewolf by Night                      | tevens ook regisseur               |
| 2024 | IF                                     |                                    |
| 2025 | The Fantastic Four: First Steps        |                                    |

Giacchino speelde ook de rol van de Stormtrooper FN-3181 in de film Star Wars: Episode VII: The Force Awakens, deze rol sprak hij opnieuw in voor Ralph Breaks the Internet.

## Overige producties

### Computerspellen
| Jaar | Titel                                                | Opmerkingen                                  |
| ---- | ---------------------------------------------------- | -------------------------------------------- |
| 1994 | Mickey Mania: The Timless Adventures of Mickey Mouse |                                              |
| 1995 | Gargoyles                                            |                                              |
| 1995 | Donald Starring in Maui Mallard                      | ook bekend als: Maui Mallard: In Cold Shadow |
| 1998 | Small Soldiers                                       |                                              |
| 1998 | Small Soldiers: Squad Commander                      |                                              |
| 1998 | The Lost World: Chaos Island                         |                                              |
| 1998 | The Lost World: Jurassic Park                        |                                              |
| 1999 | Medal of Honor                                       |                                              |
| 1999 | T'Ai Fu                                              |                                              |
| 1999 | Warpath: Jurassic Park                               |                                              |
| 2000 | Medal of Honor: Underground                          |                                              |
| 2000 | Muppet Monster Adventure                             |                                              |
| 2002 | Medal of Honor: Allied Assault                       |                                              |
| 2002 | Medal of Honor: Frontline                            |                                              |
| 2003 | Call of Duty                                         |                                              |
| 2003 | Secret Weapons of Normandy                           |                                              |
| 2004 | Alias                                                |                                              |
| 2004 | Call of Duty: United Offensive                       |                                              |
| 2004 | The Incredibles                                      |                                              |
| 2004 | Call of Duty: Finest Hour                            |                                              |
| 2004 | Mercenaries: Playground of Destruction               |                                              |
| 2005 | Black                                                |                                              |
| 2005 | The Incredibles: Rise of the Underminer              |                                              |
| 2007 | Medal of Honor: Airborne                             |                                              |
| 2007 | Ratatouille                                          |                                              |
| 2008 | Lost: Via Domus                                      |                                              |
| 2008 | Turning Point: Fallof Liberty                        |                                              |
| 2008 | Fracture                                             |                                              |
| 2009 | Star Trek: D-A-C                                     |                                              |
| 2009 | Up                                                   |                                              |
| 2013 | Star Trek: The Game                                  |                                              |
| 2018 | Lego The Incredibles                                 |                                              |
| 2020 | Medal of Honor: Above and Beyond                     |                                              |

### Televisieseries
| Jaar | Titel                                     | Opmerkingen    |
| ---- | ----------------------------------------- | -------------- |
| 2001 | Alias                                     | 2001-2006      |
| 2004 | Lost                                      | 2004-2010      |
| 2006 | What About Brain                          |                |
| 2006 | Six Degrees                               | 2006-2007      |
| 2008 | Fringe                                    | 2008-2013      |
| 2012 | Alcatraz                                  |                |
| 2016 | Lego Jurassic World: The Indominus Escape |                |
| 2021 | Pixar Popcorn                             | 3 afleveringen |
| 2022 | Zootopia+                                 | 1 aflevering   |

### Televisiefilms
| Jaar | Titel                            | Opmerkingen |
| ---- | -------------------------------- | ----------- |
| 2001 | Semper Fi                        |             |
| 2003 | Phenomenon II                    |             |
| 2005 | The Muppets' Wizard of Oz        |             |
| 2005 | Lost: The Journey                |             |
| 2006 | Lost: Revelation                 |             |
| 2006 | Lost: Reckoning                  |             |
| 2006 | The Lost Survival Guide          |             |
| 2008 | Lost: Past, Present & Future     |             |
| 2009 | Lost: Destiny Calls              |             |
| 2009 | Lost: The Story of the Oceanic 6 |             |
| 2009 | Lost: A Journey in Time          |             |
| 2010 | Lost: Final Chapter              |             |

### Documentaires
| Jaar | Titel                   | Opmerkingen |
| ---- | ----------------------- | ----------- |
| 2006 | Lost: A Tale ofSurvival |             |
| 2007 | Lost Survivor Guide     |             |
| 2007 | Lost: The Answers       |             |
| 2009 | Earth Days              |             |
| 2010 | Lost: The Final Journey |             |

### Korte films
| Jaar | Titel                                                    | Opmerkingen |
| ---- | -------------------------------------------------------- | ----------- |
| 2005 | One Man Band                                             |             |
| 2006 | Lifted                                                   |             |
| 2009 | Party Cloudy                                             |             |
| 2009 | Dug's Special Mission                                    |             |
| 2009 | George and A.J.                                          |             |
| 2009 | Prep & Landing                                           |             |
| 2010 | Prep & Landing Stocking Stuffer: Operation: Sectet Santa |             |
| 2010 | Day & Night                                              |             |
| 2011 | La Luna                                                  |             |
| 2012 | Prep & Landing: Naughty vs. Nice                         |             |
| 2013 | Toy Story of Terror!                                     |             |
| 2014 | Toy Story That Time Forgot                               |             |
| 2015 | Riley's Fist Date?                                       |             |
| 2018 | Monster Challenge                                        |             |
| 2018 | Auntie Edna                                              |             |

### Attracties
| Jaar | Titel                               | Opmerkingen |
| ---- | ----------------------------------- | ----------- |
| 2005 | Space Mountain: Mission 2           | achtbaan    |
| 2011 | Star Tours: The Adventures Continue | simulatie   |

## Prijzen en nominaties

### Academy Awards
| Jaar | Titel       | Categorie        | Uitslag     |
| ---- | ----------- | ---------------- | ----------- |
| 2008 | Ratatouille | Beste filmmuziek | Genomineerd |
| 2010 | Up          | Beste filmmuziek | Gewonnen    |

### BAFTA Awards
| Jaar | Titel       | Categorie        | Uitslag     |
| ---- | ----------- | ---------------- | ----------- |
| 2010 | Up          | Beste filmmuziek | Gewonnen    |
| 2020 | Jojo Rabbit | Beste filmmuziek | Genomineerd |

### Emmy Awards
| Jaar | Titel                            | Categorie                                                                                    | Uitslag     |
| ---- | -------------------------------- | -------------------------------------------------------------------------------------------- | ----------- |
| 2005 | Lost                             | Beste compositie voor een televisieserie (dramatische achtergrondmuziek), afl. "Pilot"       | Gewonnen    |
| 2005 | The Muppets' Wizard of Oz        | Beste muziek en songteksten, voor de song: "I'm With You"                                    | Genomineerd |
| 2008 | Lost                             | Beste compositie voor een televisieserie (originele dramatische muziek), afl. "The Constant" | Genomineerd |
| 2010 | Lost                             | Beste compositie voor een televisieserie (originele dramatische muziek), afl. "The End"      | Genomineerd |
| 2012 | Prep & Landing: Naughty vs. Nice | Beste compositie voor een miniserie, film of special (originele dramatische muziek)          | Genomineerd |

### Golden Globe Awards
| Jaar | Titel | Categorie        | Uitslag  |
| ---- | ----- | ---------------- | -------- |
| 2010 | Up    | Beste filmmuziek | Gewonnen |

### Grammy Awards
| Jaar | Titel           | Categorie                                                                    | Uitslag     |
| ---- | --------------- | ---------------------------------------------------------------------------- | ----------- |
| 2006 | The Incredibles | Beste partituur soundtrackalbum voor film, televisie of andere visuele media | Genomineerd |
| 2008 | Ratatouille     | Beste partituur soundtrackalbum voor film, televisie of andere visuele media | Gewonnen    |
| 2010 | Star Trek       | Beste partituur soundtrackalbum voor film, televisie of andere visuele media | Genomineerd |
| 2010 | Up              | Beste partituur soundtrackalbum voor film, televisie of andere visuele media | Gewonnen    |
| 2019 | Coco            | Beste partituur soundtrack voor visuele media                                | Genomineerd |
| 2023 | The Batman      | Beste partituur soundtrack voor visuele media                                | Genomineerd |

## Hitlijsten

### Albums
| Album met hitnotering(en) in de Vlaamse Ultratop 200 albums | Datum van verschijnen | Datum van binnenkomst | Hoogste positie | Aantal weken | Opmerkingen |
| ----------------------------------------------------------- | --------------------- | --------------------- | --------------- | ------------ | ----------- |
| Jurassic World                                              | 2015                  | 20-06-2015            | 95              | 1            | soundtrack  |
| Star Trek: Beyond                                           | 2016                  | 20-08-2016            | 179             | 1            | soundtrack  |
| Rogue One: A Star Wars Story                                | 2016                  | 24-12-2016            | 74              | 6            | soundtrack  |
| Jurassic World: Fallen Kingdom                              | 2018                  | 23-06-2018            | 182             | 1            | soundtrack  |